# Роди се звезда (филм, 1937)
„Роди се звезда“ (на английски: A Star Is Born) е американски романтичен драматичен филм от 1937 г. на Technicolor, продуциран от Дейвид О. Селзник, режисиран от Уилям А. Уелман по сценарий на Уелман, Робърт Карсън, Дороти Паркър и Алън Кембъл и с участието на Джанет Гейнър (в единствения ѝ филм в Technicolor) като амбициозна холивудска актриса и Фредрик Марч (в дебюта си в Technicolor) като избледняваща филмова звезда, която помага да стартира кариерата си. В поддържащата роля участват Адолф Менжу, Мей Робсън, Анди Дивайн, Лионел Стандър и Оуен Мур.
Филмът е преработен три пъти: първи римейк през 1954 г. (режисиран от Джордж Кюкор и с участието на Джуди Гарланд и Джеймс Мейсън), втори римейк през 1976 г. (режисиран от Франк Пиърсън и Барбра Стрейзънд и Крис Кристофърсън) и трети римейк през 2018 г. (с участието на Брадли Купър, който също е режисьор, и Лейди Гага).